# Sagorskoje (Kaliningrad, Neman)
Sagorskoje (russisch Загорское, deutsch Sommerau, litauisch Zaumarai) ist ein Ort in der russischen Oblast Kaliningrad. Er gehört zur kommunalen Selbstverwaltungseinheit Stadtkreis Neman im Rajon Neman.

## Geographische Lage
Sagorskoje liegt 19 Kilometer südöstlich der Kreisstadt Neman (Ragnit) an der Kommunalstraße 27K-366, die von der Kommunalstraße 27K-067 von Neman nach Schilino (Szillen) abzweigt und nach Rudakowo (Ruddecken) an der Kommunalstraße 27K-187 zwischen Schilino und Lunino (Lengwethen/Hohensalzburg) führt. Schilino ist die nächste Bahnstation und liegt an der – zurzeit allerdings nicht betriebenen – Bahnstrecke Tschernjachowsk–Sowetsk (Insterburg–Tilsit).

## Geschichte
Das bis 1946 Sommerau genannte Dorf war 1785 ein Königliches Domänen-Amt. Das sehr große Gut war noch vor 1945 bestimmend für das wirtschaftliche Leben im Ort und seiner Umgebung. Zwischen 1874 und 1945 war der Gutsbezirk Sommerau namensgebend für einen Amtsbezirk, der bis 1922 Teil des Kreises Ragnit war und danach zum Landkreis Tilsit-Ragnit im Regierungsbezirk Gumbinnen der preußischen Provinz Ostpreußen gehörte.
In Kriegsfolge wurde das Dorf im Jahre 1945 mit dem nördlichen Ostpreußen der Sowjetunion zugeordnet. Hier erhielt es 1947 die russische Bezeichnung „Sagorskoje“ und wurde gleichzeitig in den Dorfsowjet Schilinski selski Sowet im Rajon Sowetsk eingeordnet. Von 2008 bis 2016 gehörte Sagorskoje zur Landgemeinde Schilinskoje selskoje posselenije und seither zum Stadtkreis Neman.

### Einwohnerentwicklung
| Jahr | Einwohner |
| ---- | --------- |
| 1910 | 134       |
| 1933 | 257       |
| 1939 | 261       |
| 2002 | 60        |
| 2010 | 46        |

### Amtsbezirk Sommerau (1874–1945)
Der Amtsbezirk Sommerau bestand zwischen 1874 und 1945 und umfasste anfangs zehn, am Ende noch neun Gemeinden:
| Name                               | Änderungsname 1938 bis 1946 | Russischer Name            | Bemerkungen                    |
| ---------------------------------- | --------------------------- | -------------------------- | ------------------------------ |
| Boyken                             |                             | Boizowo, dann: Pokrowskoje |                                |
| Bruiszen, 1936–1938: Bruischen     | Lindenbruch                 | Puschkino                  |                                |
| Czibirben                          | Birben                      |                            | 1928 Umbenennung in „Sommerau“ |
| Jurken                             |                             | Schubino                   |                                |
| Kindschen (Kirchspiel Szillen)     |                             |                            |                                |
| Maßwillen                          |                             |                            |                                |
| Podszuhnen, 1938–1938: Podschuhnen | Eichenheim                  |                            |                                |
| Ruddecken                          |                             | Rudakowo                   |                                |
| Sommerau                           |                             | Sagorskoje                 |                                |
| Thorunen                           |                             |                            |                                |

## Kirche
Mit seiner mehrheitlich evangelischen Bevölkerung war Sommerau vor 1945 in das Kirchspiel der Kirche Szillen eingepfarrt. Sie war Teil der Diözese Ragnit im Kirchenkreis Tilsit-Ragnit innerhalb der Kirchenprovinz Ostpreußen der Kirche der Altpreußischen Union. Heute liegt Sagorskoje im weitläufigen Einzugsbereich der neu entstandenen evangelisch-lutherischen Gemeinde in Sabrodino (Lesgewangminnen, 1938 bis 1946 Lesgewangen), die zur Propstei Kaliningrad (Königsberg) der Evangelisch-lutherischen Kirche Europäisches Russland gehört.

## Persönlichkeiten
- Albert von Sperber (1836–1889), Rittergutsbesitzer in Gerskullen, Mitglied des Reichstags und des Preußischen Herrenhauses.
- Hermann von Sperber (1840–1908), Rittergutsbesitzer, Mitglied des Preußischen Herrenhauses